# Salev Setra
Salev Setra (Río Bravo, Tamaulipas, 21 de mayo de 1982) es un cantautor y productor mexicano. Su propuesta musical cambia de disco en disco, manteniendo como hilo conductor la experimentación y el uso de sintetizadores. En su discografía destacan Aterrizaje Forzoso, producido por Carlos Ann y Luna Diurna, álbum compuesto por letras inéditas de Jaime López. Participa junto a otros artistas en el disco "Brindando a José Alfredo Jiménez".

## Biografía
Salev Setra nació en Río Bravo pero desde temprana edad se mudó a Reynosa, donde encontró gusto por la música, la poesía y el teatro, obteniendo premios por la creación de música original para obras de teatro, entre otros apoyos para su desarrollo artístico.

#### Salev Setra
Su primer material discográfico fue titulado de manera homónima y fue grabado entre los años 2006 y 2008 en Monterrey. En un principio se lanzó solo en MySpace donde el tema "Fantasmas" logró atraer la atención de los primeros fanes. "Salev Setra" fusiona el Art Rock de los años 70, con la electrónica minimalista y experimental, así como la música mexicana (Boleros, rancheras, corridos), las letras son oscuras, fuertemente ancladas en la nostalgia, el romanticismo e incluso la ciencia ficción ("St. Rella"). A finales de 2008 Salev se muda a Barcelona, donde es invitado por el cantante catalán Carlos Ann a participar en un homenaje a José Alfredo Jiménez; álbum que sería lanzado hasta  el 7 de junio de 2010, titulado "Brindando a José Alfredo Jiménez". El proyecto cuenta también con la participación de Andrés Calamaro, Enrique Bunbury, Javier Corcobado, Instituto Mexicano del Sonido, Tonino Carotone, Refree, Mercedes Ferrer y Twin Tones, entre otros. Salev Setra versionó el tema "Cuatro Copas".
"Salev Setra" fue presentado en diferentes ciudades de México y en países como Colombia, España y Estados Unidos entre 2006 y 2011 y fue editado en CD hasta el año 2015.       
En 2020 fue lanzado el videoclip del tema "Cortesanos" recopilando imágenes inéditas de los años 2006 a 2010.

#### Aterrizaje Forzoso
Tras "Salev Setra" y el disco homenaje a José Alfredo, Carlos Ann se ofreció a producir un disco para Salev Setra; éste fue grabado en Barcelona, España a mediados del 2011 y fue lanzado a la venta el 11 de septiembre de 2012 por Discos Intolerancia, bajo el título de "Aterrizaje Forzoso"  como referencia a la supervivencia artística, tomando el arte como el único avión donde es posible estrellarse y salir ileso, siendo uno de los discos más personales del artista, musicalmente sigue la línea art rock de "Salev Setra" pero siendo mucho más solemne y reflexivo, con un sonido más orgánico y atmosférico. Este disco cuenta con la colaboración del también tamaulipeco y baluarte del rock mexicano Jaime López, poniendo su lado más gótico en la canción "Muerto y olvidado".  Participa también el mismo productor del disco; Carlos Ann en el tema "He Visto Morir".
En su momento el único sencillo del disco fue "Globo Terráqueo", contando con un videoclip protagonizado por los actores mexicanos Alberto Estrella y Víctor Carpinteiro, en un clip minimalista  que mezcla influencias del cine negro y el videoarte, pero en 2020 Salev lanzó el videoclip del tema "He visto morir" el cual incluye imágenes en vivo con Carlos Ann en 2019, quedando este tema como el segundo sencillo del álbum.

#### Luna Diurna
A finales de 2013 Salev Setra decidió tomarse un descanso como compositor para interpretar canciones inéditas de Jaime López. Estos temas fueron trabajados por Salev y su banda, respetando solo las letras y dieron como resultado un disco llamado "Luna Diurna" un tributo muy particular a Jaime, grabado en la Ciudad de México bajo la producción del guitarrista José Luis Domínguez (Productor de Jaime López, Cecilia Toussaint, El Haragán y Compañía, y Cabezas de Cera, entre otros), el disco presenta un cambio sonoro drástico, rayando en un lo-fi estilo años noventa, con elementos fronterizos como la música Tex-mex, sin abandonar el rock y la experimentación. "Luna Diurna" salió a la venta el 25 de marzo de 2015, en formatos físico y digital y tuvo dos sencillos; "Alma Azul" y "Pequeña Gran Hembra" los que tuvieron sus respectivos videoclips, grabados en Nuevo León y Tamaulipas.

#### Vltramar
El 2 de noviembre de 2016, Salev Setra publicó el disco "Vltramar" un álbum totalmente electrónico, formado por 10 canciones en gran parte inspiradas en el new wave, la música de sintetizador de los años 80s, el lo-fi y el noise rock, con letras de contenido melodramático ("Vltramar", "Más allá del mar", "Viejo sol") e incluso perturbadoras ("Por dentro", "Los dibujos", "Libro abierto"). Vltramar cuenta con la colaboración de Alejandro Marcovich en la canción "Mundo sin Dolor" y la cantante española Mariona Aupí en "Los Ruidos". Este material fue grabado y producido por Xavier García en McAllen, Texas (Quién también realizó la parte electrónica del primer disco de Salev). El sencillo que da nombre al álbum, cuenta con unvideoclip grabado en algunas playas de Texas y contó con la actuación de Penny Pacheco. La canción "Mundo sin dolor" aparece el mismo año en el disco "The first Penny Pacheco's album" de Penny Pacheco, en una versión garaje. A la par del lanzamiento de Vltramar, Salev participó en el disco "Cave's" un homenaje hispano a Nick Cave.
En 2020, se lanzó el videoclip de "El invierno" utilizando imágenes grabadas en 2017 y fragmentos de antiguas películas de terror.

#### Accidentes Aparentes Vol 1
9 de octubre de 2020 es la fecha de lanzamiento de Accidentes Aparentes Vol 1, el quinto álbum de Salev Setra, material auto producido, híbrido y experimental, donde se mezcla la electrónica minimalista y ambiental con elementos de shoegaze, dream pop, noise, dance-punk y avant-pop. El primer volumen de Accidentes Aparentes funge como una depuración emocional del artista, que como un reptil cambia de piel y se transforma, permitiendo al escucha entrar a vivencias, emociones y obsesiones que inspiraron los 10 temas que lo componen. 
Accidentes Aparentes Vol 1 cuenta la colaboración de Javier Corcobado en el tema “Rabia secreta” donde además de aportar su voz, añade sintetizadores.
Este disco presentó videoclips de los temas "Animales Prehistóricos" y "Autoerótica", ambos dirigidos por Salev Setra.

#### Accidentes Aparentes Vol 2
El 20 de mayo de 2022 llegó “Accidentes Aparentes Vol 2” nuevamente con 10 canciones inéditas, con títulos como  “Máquina del tiempo”, “Historia para codificar”, “Demons out”, “Paracaídas abiertos” , “A una vida de distancia”, entre otras.
Accidentes Aparentes Vol 2 presenta un sonido diferente a su predecesor, siendo éste una peculiar mezcla de dream pop y art rock, con elementos muy diversos en cada uno de sus temas, por ejemplo la música electrónica más cercana al krautrock y al ambient, la música francesa, la música disco, el chillwave, el pop barroco e incluso momentos que rayan en la balada romántica, con letras que cuentan diferentes historias de amor, desamor, aventuras, cambios y ciencia ficción.
En este álbum, Salev mantiene la misma banda del disco anterior pero agrega a la fórmula una sección de metales y tiene como artistas invitados a Carlos Ann en el tema "Las Escaleras" y a Jorge Palomo de la banda estadounidense Neon Indian en el tema "Paracaídas abiertos".
Este disco cuenta hasta el momento con el videoclip de "Máquina del tiempo" realizado en animación cuadro por cuadro por el mismo Salev Setra.

## Discografía
| Año  | Álbum                       | Tipo             | Formato      | Discográfica        |
| ---- | --------------------------- | ---------------- | ------------ | ------------------- |
| 2009 | Salev Setra                 | Álbum de estudio | CD, En línea | Setronic Records    |
| 2012 | Aterrizaje Forzoso          | Álbum de estudio | CD, En línea | Discos Intolerancia |
| 2015 | Luna Diurna                 | Álbum de estudio | CD, En línea | Discos Intolerancia |
| 2016 | Vltramar                    | Álbum de estudio | CD, En línea | Discos Intolerancia |
| 2020 | Accidentes Aparentes, Vol 1 | Álbum de estudio | En línea     | Setronic Records    |
| 2022 | Accidentes Aparentes, Vol 2 | Álbum de estudio | En línea     | Setronic Records    |

Sencillos
- Alma Azul (Setronic Records, 2014)
- Cuatro (Setronic Records, 2018)
- Animales Prehistóricos (Setronic Records, 2020)

Recopilatorios en los que aparece
- Brindando a José Alfredo Jiménez tributo a José Alfredo Jiménez (Pro Disc, 2010)
- Antojitos Mexicanos Volumen 9 Recopilatorio de música independiente mexicana de SOCSUB (2014)
- Cave's Tributo a Nick Cave (El Muelle Records, 2016)

Colaboraciones como compositor
- The first Penny Pacheco's album de Penny Pacheco, canciones "Pendejo", "Gua Gua Gua", "Inocente y banal", "La Solitaria", "Tic Tac" y "Mundo sin Dolor" (Dragora Records, 2016)
- Androides Sencillo de Penny Pacheco (2019)

## Videografía
- Fantasmas (2006)
- Globo terráqueo (2012)
- Alma azul (2014)
- Pequeña gran hembra (2015)
- Vltramar (2017)
- El invierno (2020)
- He visto morir (2020)
- Cortesanos (2020)
- Animales prehistóricos (2020)
- Autoerótica (2020)
- Máquina del tiempo (2020)